# Christina Becker
Christina Becker (* 12. Dezember 1977 in Dortmund) ist eine ehemalige Radrennfahrerin.
Christina Becker begann ihre radsportliche Karriere in ihrer Heimat in Waltrop. Sie gewann in ihrer Karriere mehrere deutsche Meistertitel sowie eine Etappe der Thüringen-Rundfahrt. 
Becker, ehemaliges Mitglied einer Sportfördergruppe der Bundespolizei, ist seit ihrem Rücktritt vom Radsport für die Polizei tätig.

## Erfolge
- 2002 
  - Sieg auf der 4. Etappe der Internationale Thüringen-Rundfahrt der Frauen
  - Deutsche Meisterin Einerverfolgung
- 2003
  - Deutsche Meisterin Einerverfolgung
- 2004
  - Deutsche Meisterin Punktefahren
- 2005
  - Sieg auf 4. Etappe Teil b der EXPERT Ladies Tour
  - Sieg auf 3. Etappe der Vuelta Ciclista Femenina a el Salvador
- 2007
  - Deutsche Meisterin Punktefahren